# Вальтер Шотткі
Вальтер Шотткі (нім. Walter Schottky; 23 липня 1886 — 4 березня 1976) — німецький фізик. Народився в Цюриху. Вчився в Берлінському університеті, де в 1912 році отримав ступінь доктора філософії. В 1920—1923 — лектор Вюрцбургського університету, 1923—1927 — професор Ростоцького університету. У 1916—1919 та з 1927 року працював у лабораторії «Сіменс і Гальске».
Дослідження належать до фізики твердого тіла, статистики, електроніки, фізики напівпровідників, термодинаміки. В 1915 році винайшов електронну лампу з екранною сіткою. Відкрив явище зростання струму насичення емісії електронів під дією зовнішнього електричного поля (ефект Шотткі) та розробив (1914) його теорію. Запропонував у 1918 році супергетеродинний принцип підсилення. В 1930 році розглянув незаповнені вузли кристалічної ґратки, некомпенсовані міжвузловими атомами (дефекти Шотткі), в 1939 досліджував потенційний бар'єр, який утворюється в приконтактному шарі напівпровідник-метал бар'єр Шотткі, побудував теорію напівпровідникових діодів з таким бар'єром (діоди Шотткі). Запропонував механізм провідності в напівпровідниках. Зробив значний внесок у вивчення процесів в електронних лампах та напівпровідниках.
Створив школу фізиків. Німецьким фізичним товариством була затверджена премія імені Вальтера Шотткі за праці в галузі твердого тіла.